# Клан О'Муллайн
Клан О'Муллайн (ірл. Clan O'Mullane) — один з ірландських кланів.

## Історія клану О'Муллайн
В історичних хроніках та літописах Ірландії зустрічаються назви клану О'Муллайн, О'Муллан, Муллан, Муллен (ірл. O'Mullan, Mullan, O'Mullane, Mullane, O'Mullen, Mullen). Це ірландський клан, що виник в глибокій давнині. Давня назва клану — О'Мадайн (ірл. O'Madain) — «Онуки Маолайна» — нащадки Маолайна (ірл. Maolain). Ім'я Маолайн походить від ірландського слова маол — Maol — пострижений. Тобто ім'я говорить, що предком клану був монах або якийсь святий. Традиційно назви ірландських кланів виникали від імені якогось славетного предка — воїна, шанованого мудреця чи релігійного діяча з додаванням приставки «мак» або «о» — син або внук. Здавно в клані О'Муллайн було три септи. Перша — найголовніша жила на території нинішнього графства Голвей на землі давнього ірландського королівства Коннахт. Предком своїм вони називали Муллана (ірл. Mullan) — короля Коннахту. Друга септа — О'Муллан (ірл. O'Mullan) володіла землями Ольстері (ірл. Cúige Uladh) в нинішніх графствах Деррі та Тайрон (колись королівство Тір Еогайн). Найвідомішою людино з цієї септи був ірландський повстанець і партизан Шейн Кроссаг О'Муллан (ірл. Shane Crosagh O'Mullan), що чинив напади на англійців у 1729 році в Ольстері. Крім того в Ольстері була септа МакМуллен (ірл. MacMullen) — це були преселенці з Шотландії, що поселилися в Ольстері в XVII столітті. Третя септа — О'Маолайн (ірл. O'Maolain) володіла землями в Манстері, в графстві Корк. Їх називали ще Муллейн (ірл. Mullane) або Маллінс (ірл. Mullins). Мати відомого борця за свободу Ірландії та права ірландців Даніеля О'Коннелла була з септи О'Маолайн. Люди з клану О'Муллайн розселились по різних країнах світу, де виникли різні варіанти прізвищ, що походять від назви клану О'Муллайн.